# Alisterus chloropterus
Alisterus chloropterus là một loài chim trong họ Psittacidae.